# مايك وارد
مايك وارد (بالإنجليزية: Mike Ward)‏ هو مقدم برامج إذاعية ومسير أعمال وسياسي أمريكي، ولد في 7 يناير 1951 في وايت بلينس في الولايات المتحدة. حزبياً، نشط في الحزب الديمقراطي. في انتخابات مجلس النواب الأمريكي 1994 ‏، انتخب عضو مجلس النواب الأمريكي عن دائرة Kentucky's 3rd congressional district ‏ وقد انضم خلال فترته النيابية ‏ (4 يناير 1995 – 3 يناير 1997) للكتلة البرلمانية الحزب الديمقراطي وانتخب مجلس نواب كنتاكي (1989 – 1993) وانتخب عضو مجلس النواب الأمريكي (3 يناير 1995 – 3 يناير 1997).